# Hypsiboas benitezi
Hypsiboas benitezi är en groddjursart som först beskrevs av Juan A. Rivero 1961.  Hypsiboas benitezi ingår i släktet Hypsiboas och familjen lövgrodor. Inga underarter finns listade i Catalogue of Life.